# Śruba molekularna

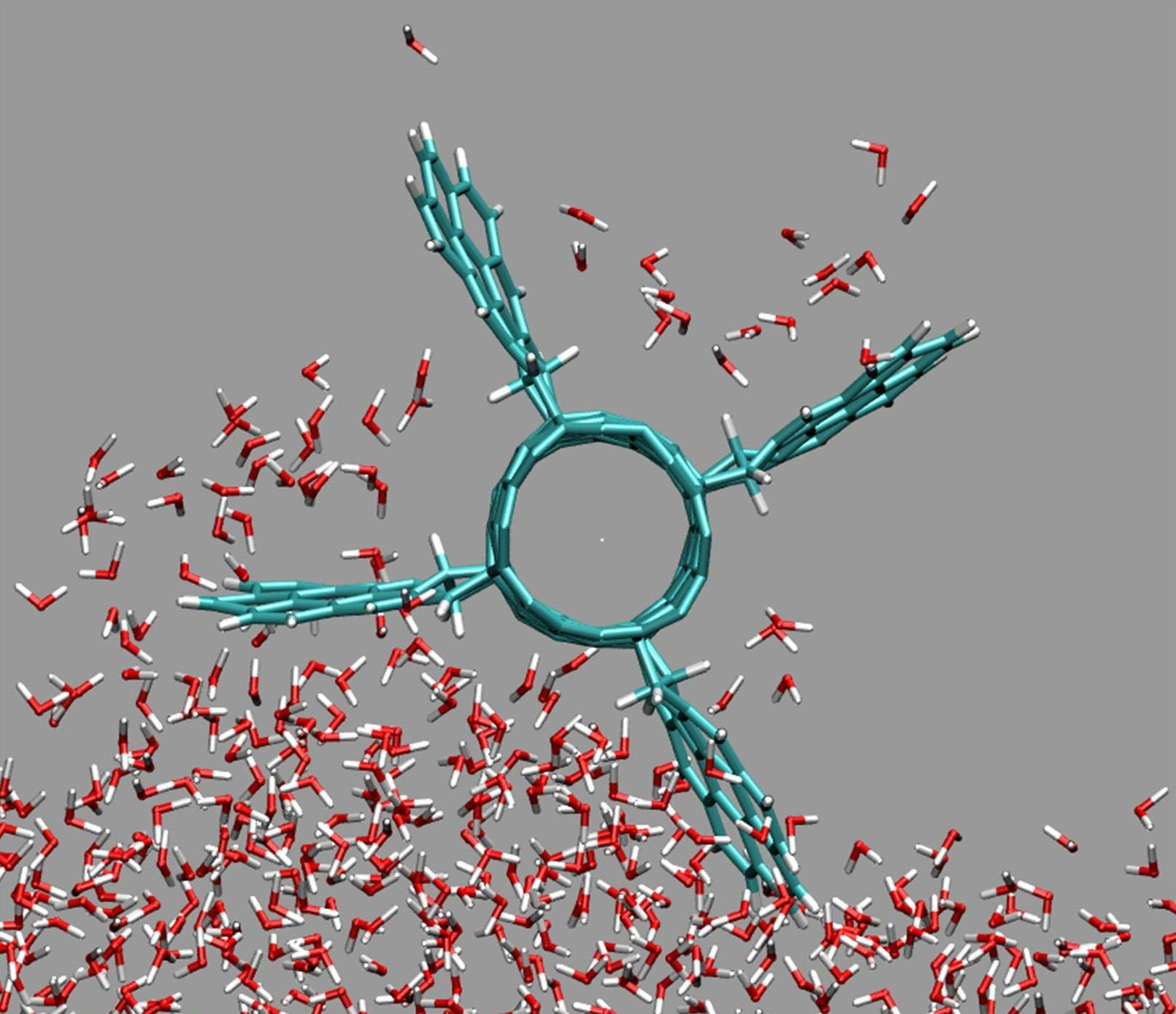
Pompowanie wody przez hydrofobową powierzchnię śruby molekularnej

Śruba molekularna – cząsteczka o specjalnie zaprojektowanym kształcie, przypominającym śrubę okrętową, która może pompować płyny w trakcie swojej rotacji. Składa się ona z regularnie rozmieszczonych pod odpowiednim kątem sztywnych fragmentów o kształcie zbliżonym do łopat wirnika, przyłączonych do centralnej, zwartej części cząsteczki pełniącej funkcję centralnej osi śruby.
Symulacje dynamiki molekularnej dowodzą, że śruby molekularne oparte na nanorurkach węglowych mogą pełnić rolę pomp, gdy umieści się je w objętości niskolepkich cieczy lub na ich powierzchni. Ich efektywność pompowania zależy od siły i natury oddziaływań międzycząsteczkowych między łopatami śrub i cząsteczek cieczy. Np.: jeśli łopaty mają własności hydrofobowe cząsteczki wody są przez nie odpychane, dzięki czemu pompowanie jest efektywne. Gdy łopaty mają charakter hydrofilowy cząsteczki wody tworzą z nimi wiązania wodorowe, co powoduje blokowanie możliwości pompowania.

## Sterowanie i zasilanie
Śruby molekularne mogą być obracane przez motory molekularne napędzane elektrycznie, optycznie lub biochemicznie albo rozmaitymi mechanizmami przypominającymi urządzenia zębatkowo-zapadkowe. 
Rodzajem śrub molekularnych są napędzane niektóre organella komórkowe, np: wici, które są złożonymi kompleksami białek takich jak miozyna, kinezyna i syntaza ATP, łącznie tworzącymi zespół nanomaszyn przypominający kombinację motoru i śruby.

## Zastosowania
W 2000 r. ukazała się publikacja naukowa opisująca otrzymaną sztucznie i efektywnie działającą nanomaszynę składającą się z motoru i śruby molekularnej. Autorzy sugerują, że tego rodzaju maszyny mogą znaleźć zastosowanie jako nowe narzędzia do rozdzielania złożonych mieszanin w chemii analitycznej i fizycznej, jako systemy selektywnego dozowania leków, manipulowania genami oraz jako napęd dla mikroskopijnych robotów wykonujących najrozmaitsze prace w skali nano.